# Actinocephalus compactus
Actinocephalus compactus är en gräsväxtart som först beskrevs av George Gardner, och fick sitt nu gällande namn av Paulo Takeo Sano. Actinocephalus compactus ingår i släktet Actinocephalus och familjen Eriocaulaceae. Inga underarter finns listade i Catalogue of Life.